# We Live in Time
We Live in Time es una película de drama romántico dirigida por John Crowley a partir de un guion de Nick Payne. La película usa una narrativa no lineal.

## Trama
Se centra en Almut (Florence Pugh), una cocinera ingeniosa e imparable, y Tobias (Andrew Garfield), un recién divorciado, cuyo encuentro sorpresivo cambia sus vidas. Después de enamorarse el uno del otro, construir un hogar y convertirse en una familia, se revela una verdad difícil.

## Elenco
- Andrew Garfield como Tobias Durand
- Florence Pugh como Almut Brühl[3]
- Adam James como Simon Maxon
- Marama Corlett como Adrienne Duvall
- Aoife Hinds como Skye
- Nikhil Parmar como Sanjaya
- Heather Craney como Buffy Jones
- Douglas Hodge como Reginald Durand
- Kara Lynch

## Producción
Nick Payne desarrolló el guion de We Live in Time con StudioCanal. La película cuenta con la producción ejecutiva de Benedict Cumberbatch para su empresa SunnyMarch, con sede en Londres; también producen Leah Clarke, Adam Ackland y Guy Heeley para SunnyMarch, así como Ron Halpern y Joe Naftalin para StudioCanal. 
En marzo de 2023, Andrew Garfield y Florence Pugh estaban en conversaciones para protagonizar la película, que se anunció poco después de que Garfield y Pugh presentaran un premio juntos en la 95ª edición de los Premios de la Academia. 
El rodaje de la película comenzó en Londres en abril de 2023, con el elenco y el equipo en Herne Hill.   Más tarde ese mismo mes, fueron vistos en un Co-op Food en Blackfen. 

## Música
La banda sonora de la película fue producida por Bryce Dessner. Romy y Sampha interpretaron la canción de los créditos de la película, «I'm on Your Team».

## Estreno
En mayo de 2023, A24 adquirió los derechos de distribución de la obra en Estados Unidos.  StudioCanal se encargará de las ventas mundiales y distribuirá directamente en Francia, Reino Unido, Alemania, Polonia, Benelux, Australia y Nueva Zelanda. 